# Georg Eckl (Bibliophiler)

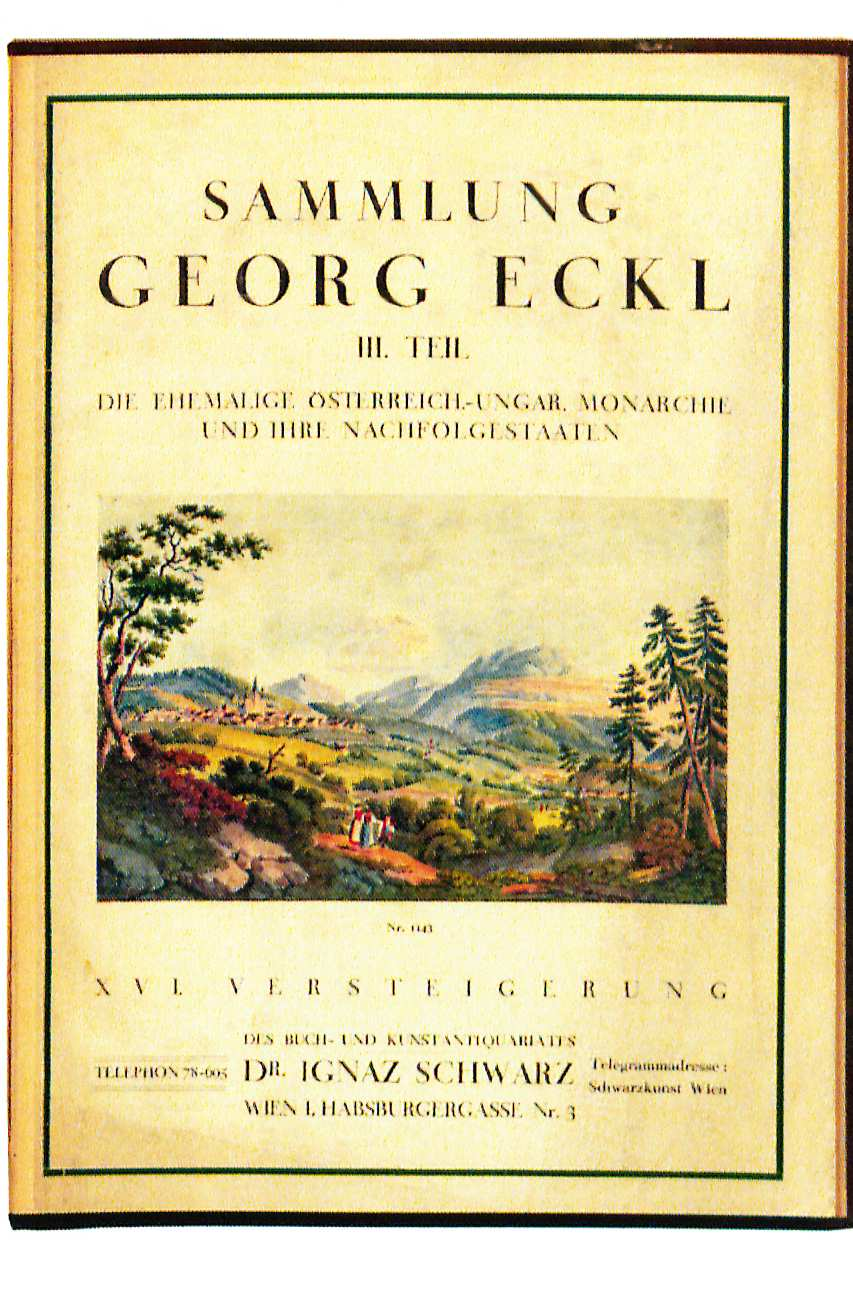
Versteigerungskatalog der Sammlung Georg Eckl, Teil 3, 1926

Georg Eckl (* 5. September 1863 in Wien; † 4. Mai 1929 ebenda) war ein österreichischer Bibliophiler und Sammler.
Über ihn ist biographisch kaum etwas bekannt, außer dass er als Beamter tätig war. Ab 1909 besaß er ein Haus in der Burggasse 99 in Wien („Zur Stadt Jerusalem“). Georg Eckl gehörte dem Freundeskreis um Max von Portheim an, der sich regelmäßig im Cafe Akademie traf. Mit Gustav Gugitz war er befreundet.
Er trug eine umfangreiche Bibliothek vor allem von Werken über Wien zusammen. So besaß er etwa eine große Sammlung von Almanachen (über 700 Bände) und eine lückenlose Sammlung von Postbücheln (1701–1920). „Ein Lerchenfelder Kind, hat er durch mehr als vier Jahrzehnte alles gesammelt, was in geographischer, folkloristischer, literaturkundlicher, geschichtlicher Beziehung zu Wien steht.“
Seine Sammlung wurde 1926–27 beim Antiquariat und Auktionshaus Ignaz Schwarz versteigert. Sein Nachlass wurde 1930 beim Dorotheum versteigert.

## Versteigerungskataloge
- Sammlung Georg Eckl. Versteigerungskatalog des Buch- und Kunstantiquariats Ignaz Schwarz Wien (Digitalisat)
  - 1. Teil: Theater-Musik. Bücher, Blätter und Noten. 17. Mai 1926 u.f. (1348 Nummern)
  - 2. Teil: Deutsche Literatur-Kunst. Bücher und Blätter. 24. Juni 1926 u.f. (1599 Nummern)
  - 3. Teil: Die ehemalige österreich-ungar. Monarchie und ihre Nachfolgestaaten. Bücher und Blätter. 22. November 1926 (1483 Nummern)
  - 4. Teil: Viennensia. 31. März 1927 (2084 Nummern)
- Nachlass Georg Eckl. Dorotheum Wien
  - 1. Teil: Austriaca, Viennensia, Ansichten von Ziegler und Janscha, Lanner, Schubert, Strauß. 3. bis 5. April 1930. (Digitalisat)
  - 2. Teil: Austriaca - Viennensia, Autographen, Bücher und Bilder, Parten, Musikalien, Wiener Theaterzettel, Ansichten, Militärkostümblätter, Arbeiten von Löschenkohl, Porträts, Revolution 1848, Bohemica usw. ...  Auktion 8. bis 10. Mai 1930 (Digitalisat)